# 木村尚三郎
木村 尚三郎（きむら しょうさぶろう、1930年（昭和5年）4月1日 - 2006年（平成18年）10月17日）は西洋史学者（ヨーロッパ史）。東京大学名誉教授、静岡文化芸術大学名誉教授、地域経済総合研究所名誉評議員。日本女子大学文学部助教授、旧・東京都立大学法学部助教授、東京大学教養学部教授、静岡文化芸術大学学長などを歴任した。

## 経歴
出生から修学期
1930年、東京都杉並区で生まれた。1948年、東京都立第十三高校を卒業し、旧制東京高校に入学。東京大学文学部西洋史学科に進み、中世史の堀米庸三に師事した。中世フランスの荘園研究を始めた。1953年、同大学を卒業し、同大学大学院に進んだ。
西洋中世史研究者として
1958年、日本女子大学文学部助教授に就いた。1959年、旧・東京都立大学法学部助教授に転じた。1966年、東京大学教養学部助教授に就任。1976年、同教授に昇格。1990年に東京大学を停年退官し、東京大学名誉教授となった。
東京大学退任後
その後は、1997年より食料・農業・農村基本問題調査会会長。1998年より財団法人トヨタ財団理事長。2000年、静岡文化芸術大学初代学長に就任。これは1999年に創立され、2000年に開校予定であった同大学の初代学長予定者・高坂正堯死去したことに伴うものであった。2005年、愛知万博総合プロデューサーに就任。続いて平城遷都1300年記念事業総合プロデューサー・理事長に就任したが、イベントの開始を待たずして永眠。2006年10月17日午後9時25分、肝細胞癌のため東京都で死去。享年76。墓所は多磨霊園にある。生前に学長を務めた静岡文化芸術大学より、没後の2010年10月に名誉教授の称号が追贈された。

### 役員、委員ほか
- 食料・農業・農村基本問題調査会会長（首相直属）
- 公務員制度調査会委員（首相直属）
- 観光立国懇談会座長（首相直属）
- 国民生活審議会長（内閣府）
- 関税・外国為替等審議会会長（財務省）
- 運輸政策審議会特別委員（国土交通省）
- 特殊法人国際観光振興会運営審議会座長（国土交通省）
- 社団法人地域経済総合研究所名誉評議員（総務省）
- 社団法人国土緑化推進機構理事長（林野庁）
- 国際コメ年日本委員会会長（国連）
- 学校法人静岡文化芸術大学理事
- 財団法人世界緑茶協会会長
- 財団法人鹿児島県文化振興財団理事長
- 財団法人トヨタ財団理事長
- 財団法人ドナルド・マクドナルド・ハウス・チャリティーズ・ジャパン理事長
- 財団法人横浜市文化振興財団名誉理事長
- 財団法人北九州市コンベンションビューロー理事長
- 財団法人2005年日本国際博覧会協会シニアアドバイザー
- 財団法人地球産業文化研究所地球産業文化委員会委員長
- 特定非営利活動法人　PLANT A TREE PLANT LOVE世話人
- 富山県国際健康プラザ総括館長
- 鹿児島県立霧島国際音楽ホール館長
- 静岡文化芸術大学学長
- しずおか男女共同参画推進会議会長
- 棚田学会会長
- イベント学会会長
- 愛知万博総合プロデューサー
- 平城遷都1300年記念事業総合プロデューサー・理事長

## 受賞・栄典
- 1975年：『ヨーロッパとの対話』 で、第23回日本エッセイスト・クラブ賞受賞
- 1990年：東京大学名誉教授　運輸大臣より第37回交通文化賞受賞
- 1997年：第48回NHK放送文化賞を受賞。
- 1997年：第45回横浜文化賞(文化分野)を受賞。
- 2007年：日本醤油協会より醤油文化賞が贈られた。

## 研究内容・業績

### 研究者として学界での活動
専門はヨーロッパ史で、中世ヨーロッパ史。13世紀フランス中世の荘園史・法社会史の研究から研究をスタートさせた。歴史学者の目で見た現代文明論や、音楽・映画批評、料理や生活文化に関する著作を幅広く手がけた。

### 文化人として
- 日欧の比較文明論や文明史に係わるエッセイを新聞雑誌に多数執筆。
- NHK教育テレビ・N響アワーの司会をなかにし礼、芥川也寸志と三人で務め、洒脱なヨーロッパ的教養人として著名だった。
- NHKアニメ「アガサ・クリスティーの名探偵ポワロとマープル」にて、時代考証を担当した。集英社の『学習漫画　世界の歴史』シリーズの監修で知られる。
- 思想的には美と秩序を愛する穏健保守の立場をとった。国民生活審議会会長、国土緑化推進機構理事長などの多くの公職を歴任し、朝日新聞フォーラム「21世紀の日本」委員会委員等も務めた。
- 首相官邸直属の諮問機関、食料・農業・農村基本問題調査会の会長に就任し、「くらしといのち」を基本政策とした食料・農業・農村基本法の立ち上げに尽力した。

## 著書

### 単著
- 『歴史の発見』中公新書 1968
- 『組織の時代 潮出版社(潮新書) 1971
- 『ヨーロッパとの対話』 日本経済新聞社 1974
  - 文庫化 角川文庫
- 『西欧文明の原像』(人類文化史 5) 講談社 1974
  - 文庫化 講談社学術文庫
- 『世界戦史99の謎』産報(サンポウ・ブックス) 1975
- 『近代の神話』中公新書 1975
- 『色めがね西洋草子』ダイヤモンド社 1977
  - 文庫化 角川文庫
- 『都市文明の源流』東京大学出版会(UP選書) 1977
- 『西欧の顔・日本の心』PHP研究所 1977
  - 文庫化 角川文庫
- 『ヨーロッパからの発想 講談社 1978
  - 文庫化 角川文庫
- 『日本人にとって商業とは何か』現代研究会(現代セミナー) 1979
- 『新しい対話の時代』講談社学術文庫 1979
- 『人間の歴史 西ヨーロッパの人と自然』旺文社(テレビ大学講座) 1979
- 『和魂和才のすすめ』日本経済新聞社 1979
  - 文庫化 角川文庫
- 『新・日本人論』講談社 1980
- 『知的野蛮人を育てる獅子の教育』講談社オレンジバックス 1981
- 『 "料理外交"のすすめ 』PHP研究所 1981
- 『ケジメの時代』ダイヤモンド社 1982
  - 文庫化 新潮文庫
- 『武器としての手帳活用』パシフィカ 1982
- 『ユーラシア時代の日本人』朝日新聞社, 1982
- 『ヨーロッパ文化史散歩』(音楽選書 12) 音楽之友社 1982
- 『風景は生きた書物だ 体験的ヨーロッパ論』日本交通公社出版事業局 1982
  - 文庫化 中公文庫
- 『成熟の時代』 日本経済新聞社 1982
- 『中世騎士の時代・ジャンヌ・ダルク』(少年少女世界の歴史 3) あかね書房 1982
- 『カオールの酒壷 歴史へのひとり旅』講談社 1983
- 『家族の時代』新潮選書 1985
- 『男時・女時の文明論』PHP研究所, 1986
  - 文庫化 PHP文庫
- 『ダウントレンド』リクルート出版部 1986
- 『粋な時間にしひがし』文藝春秋 1986
  - 文庫化 文春文庫
- 『時代を見通す発想』講談社ビジネス 1987
- 『「耕す文化」の時代　セカンド・ルネサンスの道』ダイヤモンド社 1988
  - 文庫化 PHP文庫
- 『随想ヨーロッパの窓から 』講談社 1988
- 『紳士淑女のおしゃれ学』有斐閣 1989
- 『中世の街角で』グラフィック社 1989
- 『世紀末泰西風俗絵巻』文藝春秋 1989
- 『ふりかえれば、未来　歴史を読む明日を読む』PHP研究所 1992
- 『世界の都市の物語 1  パリ』文藝春秋、1992
  - 文庫化 文春文庫
- 『文明が漂う時』 日本経済新聞社 1992
- 『旅だちのとき 』ネスコ 1994
- 『日本が、動く』 講談社 1995
- 『折り返し点からの発想』 PHP研究所 1995
- 『作法の時代　小笠原流を生かす』 PHP研究所 1996
- 『文化の風景』 日本経済新聞社 1997
- 『ご隠居のすすめ　人生の自由時間を豊かに生きる法 』PHP研究所 1997
- 『美しい「農」の時代　耕す文化の復権』ダイヤモンド社 1998
- 『歴史の風景』山川出版社 2003
- 『ヨーロッパ思索紀行』 日本放送出版協会(NHKブックス) 2004
- 『日本の美風』 潮出版社、2007
  - 改題新版『年寄りはなぜ早起きか』潮出版社 2012

### 編著・共著
- 堀米庸三編『中世の森の中で』(生活の世界歴史 6) 堀越孝一・渡辺昌美、 河出書房新社 1975、普及版1980／河出文庫 1991
- 『西欧精神の探究　革新の十二世紀』堀米庸三共編、日本放送出版協会 1976
  - 新編・NHKライブラリー(上下) 2001
- 『フランス 1：愛の世界の女たち』(世界の女性史 4) 評論社 1976
- 『概説西洋史』 本間長世共編、有斐閣選書 1977
- 『文明にとっての変革期』G.バラクロウ著、日本放送出版協会(NHKブックス) 1977
- 『フランス 2 自由の国の女たち』(世界の女性史 4) 評論社, 1977
- 『それでも日本は世界を目指す 木村尚三郎座談集』PHP研究所 1979
- 『鼎談書評』丸谷才一・山崎正和 文藝春秋 1979
- 編『カール大帝：ヨーロッパ世界の形成者』(世界を創った人びと 6) 平凡社，1980
- 『中世ヨーロッパ』有斐閣新書 1980
- 『概説フランス史』志垣嘉夫共著、有斐閣選書 1982
- 『世紀末を生きる知恵』渡部昇一共著、サンケイ出版 1982
- 『三人で本を読む　鼎談書評』丸谷才一・山崎正和 文藝春秋 1985
- 『物語にみる中世ヨーロッパ世界』(朝日カルチャー叢書 20) 光村図書 1985
- 『城と騎士』(カラーイラスト世界の生活史 8) フィリップ・ブロシャール著、福井芳男共訳、東京書籍 1985
- 『固い本やわらかい本　鼎談書評』丸谷才一・山崎正和共著、文藝春秋 1986
- 『祭りだワッショイ　面白まじめのむらづくり』小山智士共著、日本経済評論社 1986
- 『フランス中世の社会　フィリップ・オーギュストの時代』アシル・リュシエール（フランス語版）著、監訳、東京書籍 1990
- 『森の生活ドラマ100』共編・筒井迪夫著、日本林業協会 1990
- 『名言の内側　歴史の発想に学ぶ』村山吉廣・外山滋比古 日本経済新聞社 1990／福武文庫 1997
- 『続 名言の内側　色褪せぬ先人の知恵』村山吉廣・外山滋比古 日本経済新聞社 1992
- 『日本という存在: ジャパンズアイデンティティ』ジョン・ネスビッツ著、監訳、長井京子訳、日本経済新聞社 1992
- 『パリ歴史地図』ジャン＝ロベール・ピット著、監訳、東京書籍 2000
- 『学問への旅　ヨーロッパ中世』山川出版社 2000
- 『農の理想・農の現実　新しい農の形』中村靖彦 ダイヤモンド社 2000
- 『ジャンヌ・ダルク　フランスを救ったオルレアンの乙女』(学習漫画　世界の伝記) 監修・高瀬直子画、集英社, 2005